# Valvetronic

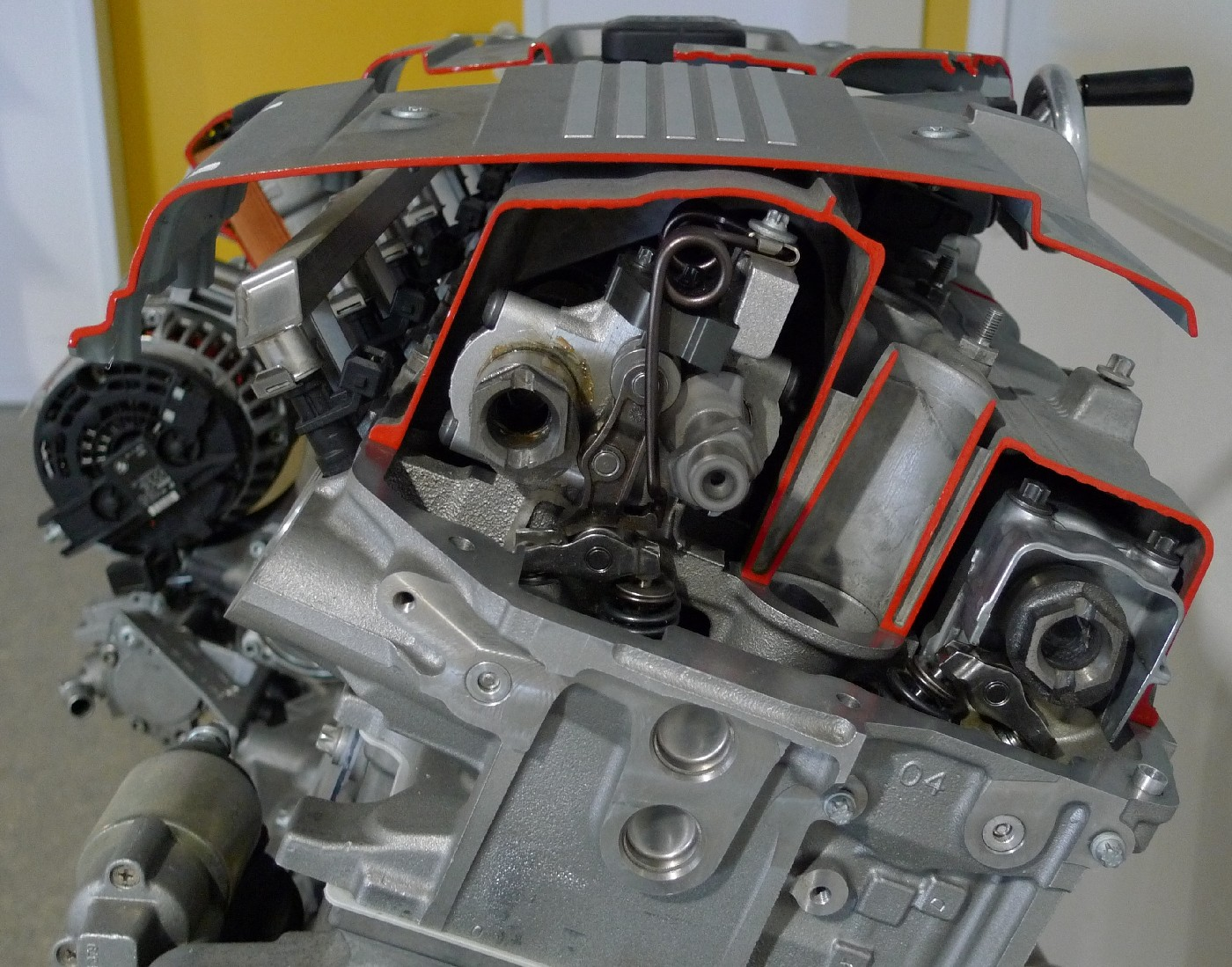
Valvetronic в двигуні BMW N52

Valvetronic (правильне написання: VALVETRONIC) — це торгова марка BMW AG і позначення BMW для регульованих клапанів бензинових двигунів. Вперше він був використаний у чотирициліндрових двигунах об’ємом 1,8 л та 2,0 л (BMW N42), які випускаються з 2001 року на 316/318 Compact серії E46.
Клапани приводяться в дію роликовими коромислами через проміжні важелі від верхнього розподільного вала. Проміжний важіль розташований вертикально поруч з розподільним валом і спирається на верхньому кінці на електрично регульований ексцентрик. На нижньому кінці він містить контрольний кулачок, за допомогою якого клапан приводиться в дію через коромисло. Залежно від положення ексцентрика, інша частина кривої керування стикається з коромислом. Спочатку вона рівна, а до кінця стає крутішою. У результаті ексцентричне положення впливає на максимальний підйом клапана. Valvetronic може регулювати підйом клапана протягом трьох десятих секунди між 0,25 мм і 9,8 регулювати мм. Для цього електродвигун від VDO регулює ексцентриковий вал. На додаток до контролю підйому клапана, двигуни, оснащені Valvetronic, також використовують регулювання розподільного вала для регулювання фаз газорозподілу під час газообміну, що BMW називає VANOS.
За допомогою змінного підйому клапана можна регулювати кількість всмоктуваного повітря так, що дросельна заслінка більше не потрібна під час нормальної роботи. Дросельна заслінка використовується тільки в особливих режимах роботи, наприклад, в аварійному режимі.

## Ефект
Завдяки бездросельному регулюванню навантаження різко знижуються втрати на газообмін, а більш висока швидкість припливу також призводить до кращого змішування бензино-повітряної суміші в циліндрі. В результаті витрата палива становить близько 10 % (специфікація BMW) нижче, ніж у звичайних двигунах.

## Дивіться також
- VANOS – Регулювання розподільного вала BMW для регулювання часу контролю (регулювання фаз)